# Wilgartswiesen

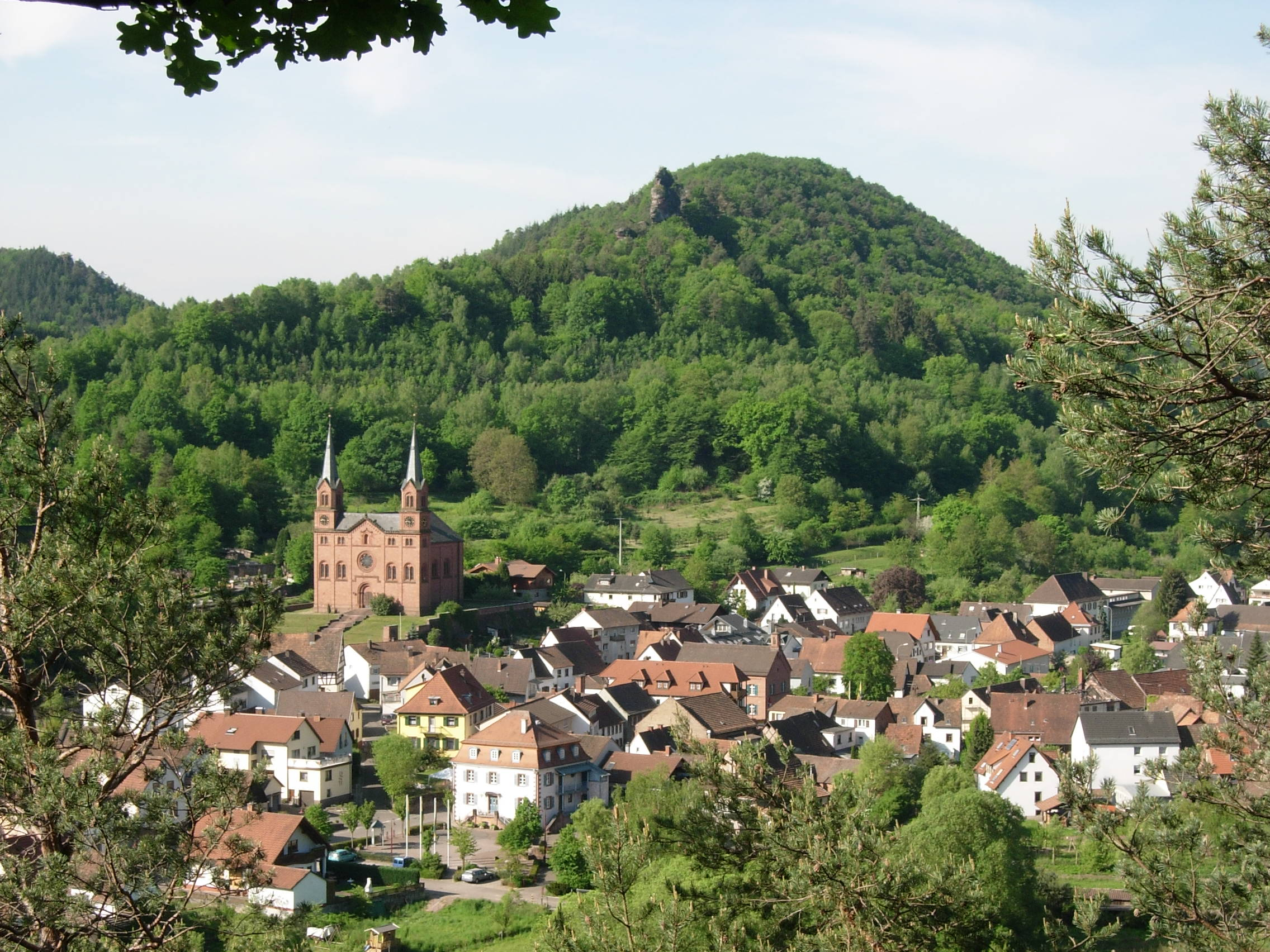
Ansicht von Wilgartswiesen

Wilgartswiesen ist die gemessen an ihrer Fläche größte Ortsgemeinde im Landkreis Südwestpfalz in Rheinland-Pfalz. Sie gehört der Verbandsgemeinde Hauenstein an, innerhalb derer sie gemessen an der Einwohnerzahl ihre drittgrößte Ortsgemeinde ist. Wilgartswiesen ist ein staatlich anerkannter Erholungsort.

## Geographie

### Lage und Gemeindegliederung
Der Kernort liegt im südlichen Pfälzerwald, dem deutschen Teil des Wasgaus, an dessen nördlichem Rand im Tal der Queich. Der 5 km nördlich gelegene Ortsteil Hermersbergerhof am Fuße des Weißenbergs ist die am höchsten gelegene Siedlung der Pfalz. Ein weiterer Ortsteil ist die Exklave Hofstätten, die sich nördlich des restlichen Gemeindegebiets befindet und zu der der Wohnplatz Häusel gehört.
Die weitläufige Gemarkung nördlich der Kerngemeinde, die zum großen Teil zur Mittelgebirgslandschaft der Frankenweide gehört, ist außerhalb der Wohnbebauung nahezu durchgängig bewaldet.
Nachbargemeinden sind im Uhrzeigersinn – einschließlich kursiv gesetzter Exklaven – Annweiler am Trifels, Rinnthal, Spirkelbach, Hauenstein, Spirkelbach, Hinterweidenthal, Münchweiler an der Rodalb und Merzalben. Die Exklave Hofstätten grenzt im Uhrzeigersinn an Elmstein, Landau in der Pfalz, Annweiler am Trifels, Merzalben, Leimen und Trippstadt.

### Erhebungen

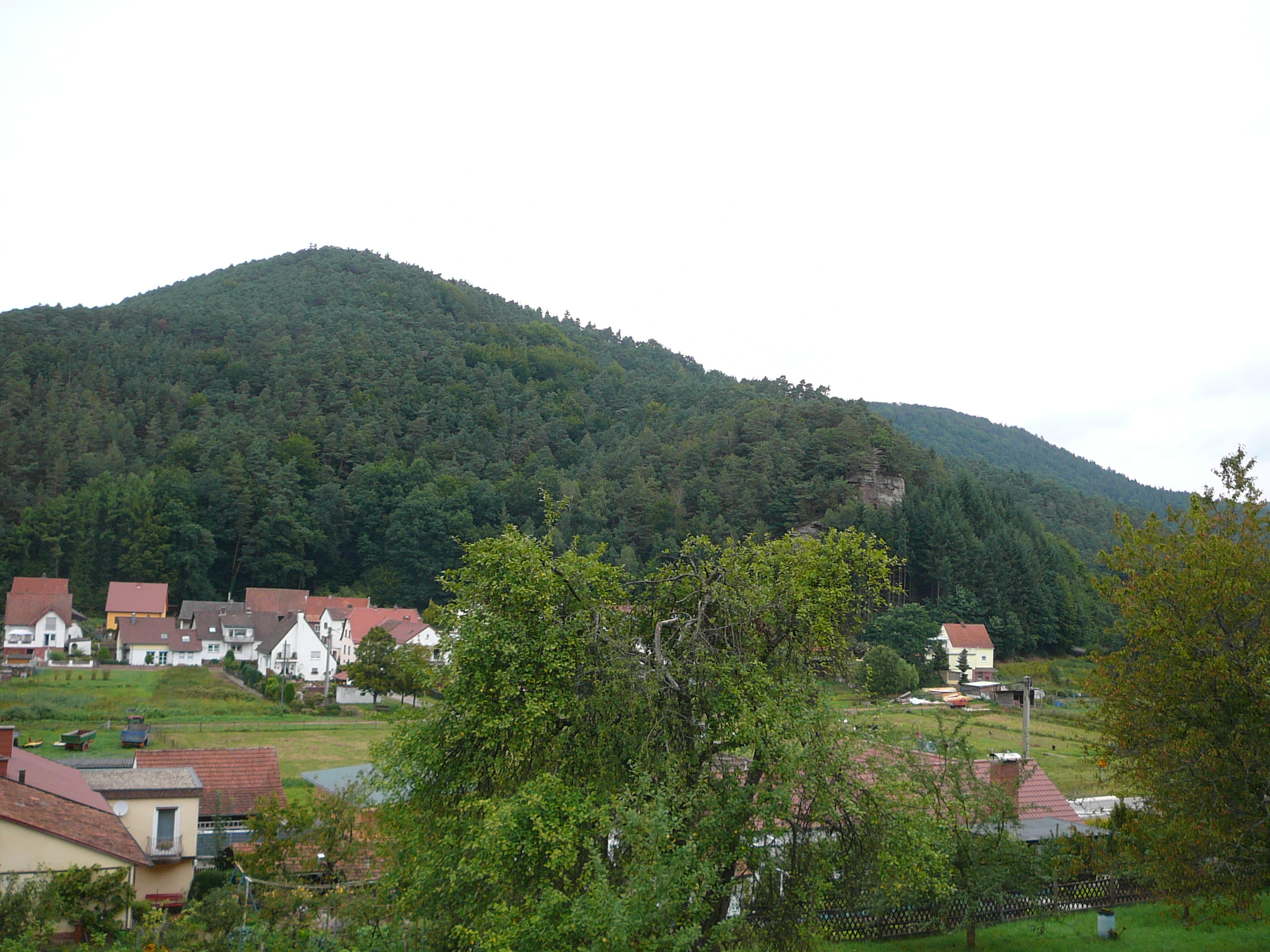
Der Göckelberg hinter der Gemeinde

In Siedlungsnähe erstrecken sich der 336,9 m hohe Schloßberg, der 457 m hohe Große Breitenberg, der Kleine Breitenberg (455,6 m) und der Große Distel. Im Südwesten unmittelbar an der Grenze zu Hauenstein liegen der 336,3 m hohe Neding sowie der 324 m hohe Mischberg. Nordöstlich des Siedlungsgebiets erhebt sich der 408 m hohe Göckelberg, dessen Ostflanke bereits zu Rinnthal gehört.
Im Westen der Gemarkung befinden sich der Katzenkopf (553 m), der Staufelkopf (552 m), das Steckeneck sowie unmittelbar nebeneinander die Spitze Boll (540,1 m) und nordöstlich von ihr die Breite Boll (528 m). Weiter westlich schließen sich das Hanseneck (467 m) und die Große Boll (533 m) an. An der Grenze zur Gemarkung der Gemeinde Spirkelbach befindet sich der Große Rauhberg (376,9 m). Unweit der Grenze zu Hinterweidenthal liegen der 432 m hohe Große Horberg, der 404 m hohe Pfaffenberg und der 396 m hohe Schwemmwasserkopf.
Auf Gemarkung von Hofstätten liegen der 610 m hohe Mosisberg samt dessen östlichen Teils Langerkopf, der 558,9 m hohe Blosenberg, der 516 m hohe Saukopf und weiter nördlich der 608,7 m hohe Eschkopf.

### Gewässer
Mitten durch das Siedlungsgebiet des Kernortes fließt die Queich, die eines der Hauptabflusssysteme der Pfalz bildet; ihr in diesem Bereich liegendes oberes Tal ist ein Kastental. Etwa einen Kilometer westlich des Siedlungsgebiets befindet sich der Kohlwoog, der zugleich die Quelle eines unbenannten Baches ist; letzterer mündet am südlichen Rand der Wilgartswieser Bebauung von links in die Queich. Weiter südöstlich nimmt diese von rechts den Spirkelbach auf.
Nordöstlich der Bebauung verläuft der Freischbach. Im Westen der Gemarkung fließt der Horbach, der in seinem Oberlauf die Bezeichnung „Meisenbach“ trägt. Er ist ein linker Nebenfluss der Lauter und nimmt dabei mehrere Nebenflüsse wie den Waldbach, den Bollgraben, den Bach aus dem Großen Spechtel, den Mautzenbach, den Hüttengraben und den Pfaffenbach auf; der Mündungsbereich des letzteren liegt bereits jenseits der Gemeindegemarkung.

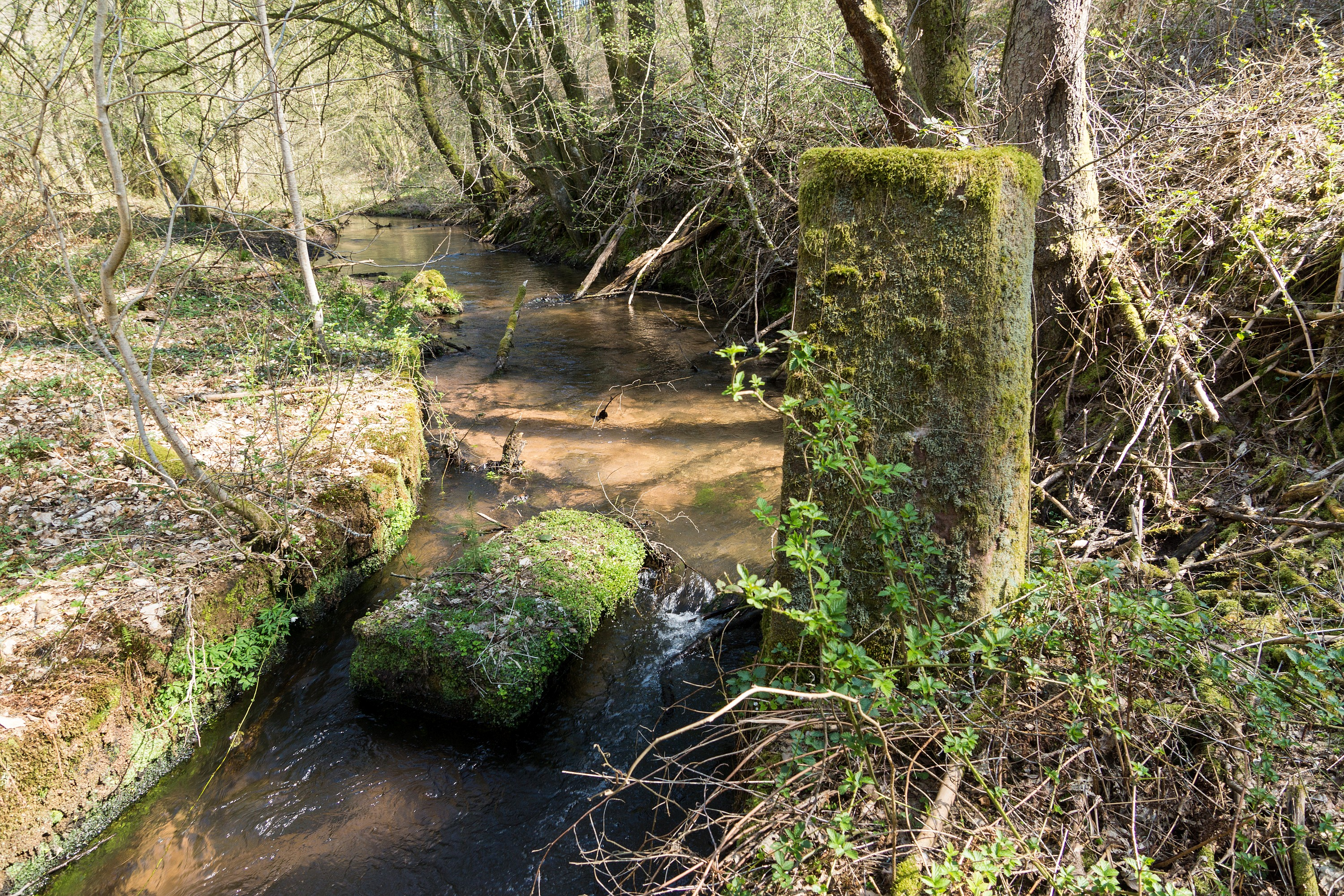
Ruine eines Wehrs an der Lauter, die in diesem Bereich die Grenze zu Münchweiler an der Rodalb bildet

Der Lauter-Quellfluss Wartenbach verläuft im Nordwesten auf der Gemarkungsgrenze zu Merzalben, die zuvor von dessen linkem Zufluss Scheidbach gebildet wird. Anschließend verläuft die Lauter, die hier, in ihrem oberen Bereich, Wieslauter genannt wird, auf der Grenze zu Münchweiler an der Rodalb. Von links nimmt sie den Lembach auf, der sich auf kompletter Länge auf der Gemarkung von Wilgartswiesen befindet.
Südöstlich des Hermerbergerhofs entspringt der nach Osten verlaufende Modenbach, der nach rund 2 km die Grenze zu Rinnthal bildet, ehe er in den Kaltenbach mündet. Letzterer entspringt nördlich des Hermersbergerhofs und bildet bereits wenig später die Grenze zu einer zu Annweiler am Trifels gehörenden Exklave.
Der Wellbach bildet die östliche Grenze der Exklave Hofstätten. Nördlich und unterhalb des Siedlungsgebiets fließt der Flachsbach, ein rechter Nebenfluss des Wellbachs. Auf Gemarkung der Exklave entspringt im Husarenbrunnen zudem der Erlenbach, der hydrologisch als eigentliche Quelle des Speyerbachs gilt. Er durchfließt im Anschluss die im 19. Jahrhundert angelegten Stauseen Dammwoog, Hirschhauswoog, Kanzelwoog, Franzenwoog und Brüllerwoog; nach rund 2 km überquert er auf Höhe des Augustenwoogs die Gemarkungsgrenze zu Elmstein.

### Flächenaufteilung
| Aufteilung der Gemarkungsfläche | Aufteilung der Gemarkungsfläche | Aufteilung der Gemarkungsfläche | Aufteilung der Gemarkungsfläche | Aufteilung der Gemarkungsfläche |
| ------------------------------- | ------------------------------- | ------------------------------- | ------------------------------- | ------------------------------- |
|                                 |                                 |                                 |                                 |                                 |
| Wald                            | Wald                            |                                 | 5383 ha (92,3 %)                | 5383 ha (92,3 %)                |
| Landwirtschaft                  | Landwirtschaft                  |                                 | 210 ha (3,6 %)                  | 210 ha (3,6 %)                  |
| Verkehrsfläche                  | Verkehrsfläche                  |                                 | 147 ha (2,5 %)                  | 147 ha (2,5 %)                  |
| Siedlungsfläche                 | Siedlungsfläche                 |                                 | 65 ha (1,1 %)                   | 65 ha (1,1 %)                   |
| Wasser                          | Wasser                          |                                 | 11 ha (0,2 %)                   | 11 ha (0,2 %)                   |
| Sonstige Nutzung                | Sonstige Nutzung                |                                 | 16 ha (0,3 %)                   | 16 ha (0,3 %)                   |
|                                 |                                 |                                 |                                 |                                 |

Nach Daten des Statistischen Landesamtes, Stand 31. Dezember 2019.

### Geologie
Zudem ist die Gemeinde deutschlandweit der einzige bekannte Fundort für das seltene Mineral Arcanit. Geologisch dominieren vor Ort die Trifels-Schichten.

## Geschichte

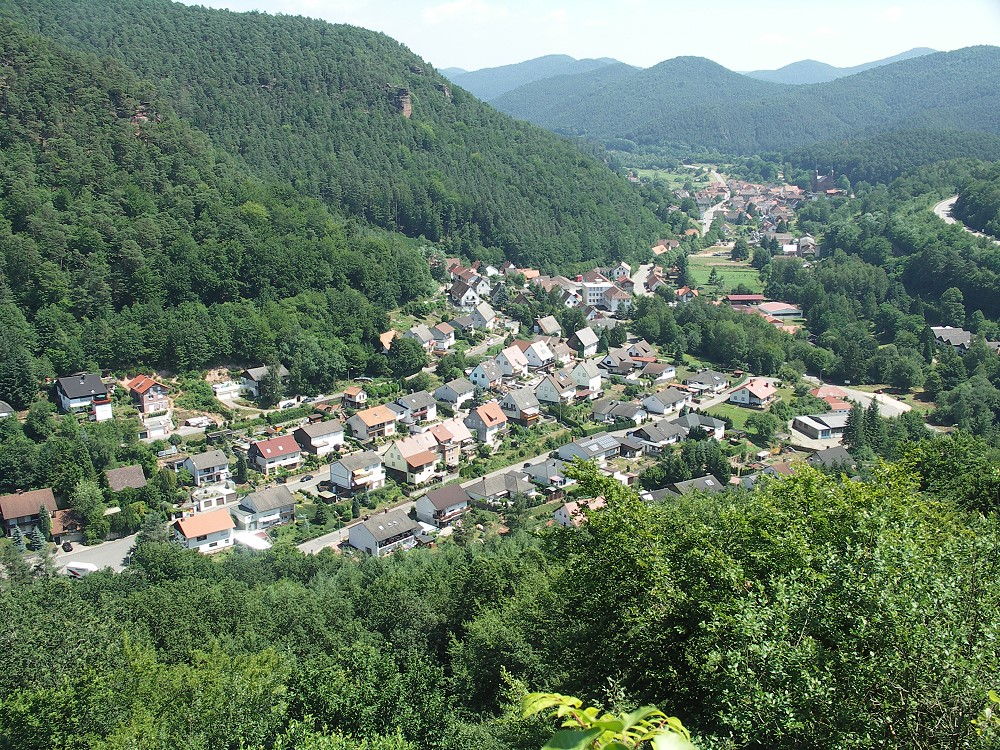
Blick von der Falkenburg auf Wilgartswiesen

Wilgartswiesen wurde bereits 828 urkundlich erwähnt, als Gräfin Wiligarta aus dem Geschlecht der Gaugrafen des Bliesgaus, den sogenannten Widonen, Kirche und Hof Willigarttawisa dem Kloster Hornbach schenkte, das fortan die Urbarmachung der Gegend vorantrieb und unter anderem die Annexe Hermersbergerhof gründete. Dadurch handelt es sich um die älteste Gemeinde im Queichtal. Später wurden der Ort und das weitläufige Gebiet von der nahe gelegenen Falkenburg aus verwaltet. Bis Ende des 18. Jahrhunderts bildete die Gemeinde ein Kondominium, indem sie gemeinschaftlich zu Zweibrücken und der Linie Leiningen-Dagsburg gehörte. Unter der anschließenden französischen Herrschaft wurde Wilgartswiesen mit dem weiter nordöstlich liegenden Hofstätten zu einer Gemeinde zusammengelegt.
Von 1798 bis 1814, als die Pfalz Teil der Französischen Republik (bis 1804) und anschließend Teil des Napoleonischen Kaiserreichs war, waren Wilgartswiesen und Hofstätten – so die damalige Bezeichnung – in den Kanton Annweiler eingegliedert und Sitz der Mairie Wilgartswiesen, die zusätzlich Rinnthal und Spirkelbach umfasste. 1815 wurde die Gemeinde Österreich zugeschlagen, bereits ein Jahr später wechselte die Gemeinde wie die gesamte Pfalz in das Königreich Bayern. Von 1818 bis 1862 waren Wilgartswiesen und Hochstätten Bestandteil des Landkommissariat Bergzabern, das anschließend in ein Bezirksamt umgewandelt wurde. Am 17. Juni 1849 wurde Wilgartswiesen teilweise Schauplatz des Gefechts bei Rinnthal; ein Teil der preußischen Verbände war dabei hinter der Gemeinde geblieben.
1931 wurde die bislang Wilgartswiesen-Hofstätten heißende Gemeinde in „Wilgartswiesen“ umbenannt. 1939 wurde sie in den Landkreis Bergzabern eingegliedert. Nach dem Zweiten Weltkrieg wurde die Gemeinde innerhalb der französischen Besatzungszone Teil des damals neu gebildeten Landes Rheinland-Pfalz. Im Zuge der ersten rheinland-pfälzischen Verwaltungsreform wechselte die Gemeinde 1969 in den Landkreis Pirmasens (ab 1997 Landkreis Südwestpfalz). Drei Jahre später wurde sie in die neu geschaffene Verbandsgemeinde Hauenstein eingegliedert.
1972 wurde der östliche Teil des Weilers Johanniskreuz der Gemeinde Trippstadt zugeschlagen, zu der bereits zuvor der Westteil gehörte. Am 1. Januar 1976 wurden der bis dahin zur Gemeinde gehörenden Weiler Kaltenbach nach Hinterweidenthal sowie die im Elmsteiner Tal liegenden Ortschaften Speyerbrunn, Erlenbach und Schwarzbach nach Elmstein umgemeindet.

### Einwohnerstatistik
1815 lebten im damaligen Gemeindegebiet 732 Menschen. Im Zuge der Gebietsabtretungen an die Gemeinde Elmstein verlor Wilgartswiesen Mitte der 1970er Jahre insgesamt 207 Einwohner. 2004 lebten 1.190 Menschen in Wilgartswiesen. In der Folgezeit ging die Einwohnerzahl weiter zurück. 2006 betrug sie 1.115, seit den 2010er Jahren stagniert sie bei rund 1.000.

### Konfessionsstatistik
Ende 2012 waren 57,6 % der Einwohner evangelisch und 29,2 % römisch-katholisch. Die übrige 13,2 gehörten einer anderen Religion an oder waren konfessionslos. Mit Stand 31. Dezember 2024 waren von den Einwohnern (mit Hauptwohnung) 42,0 % evangelisch, 22,4 % katholisch und 35,6 % gehörten einer anderen Glaubensgemeinschaft an oder waren konfessionslos.

## Politik

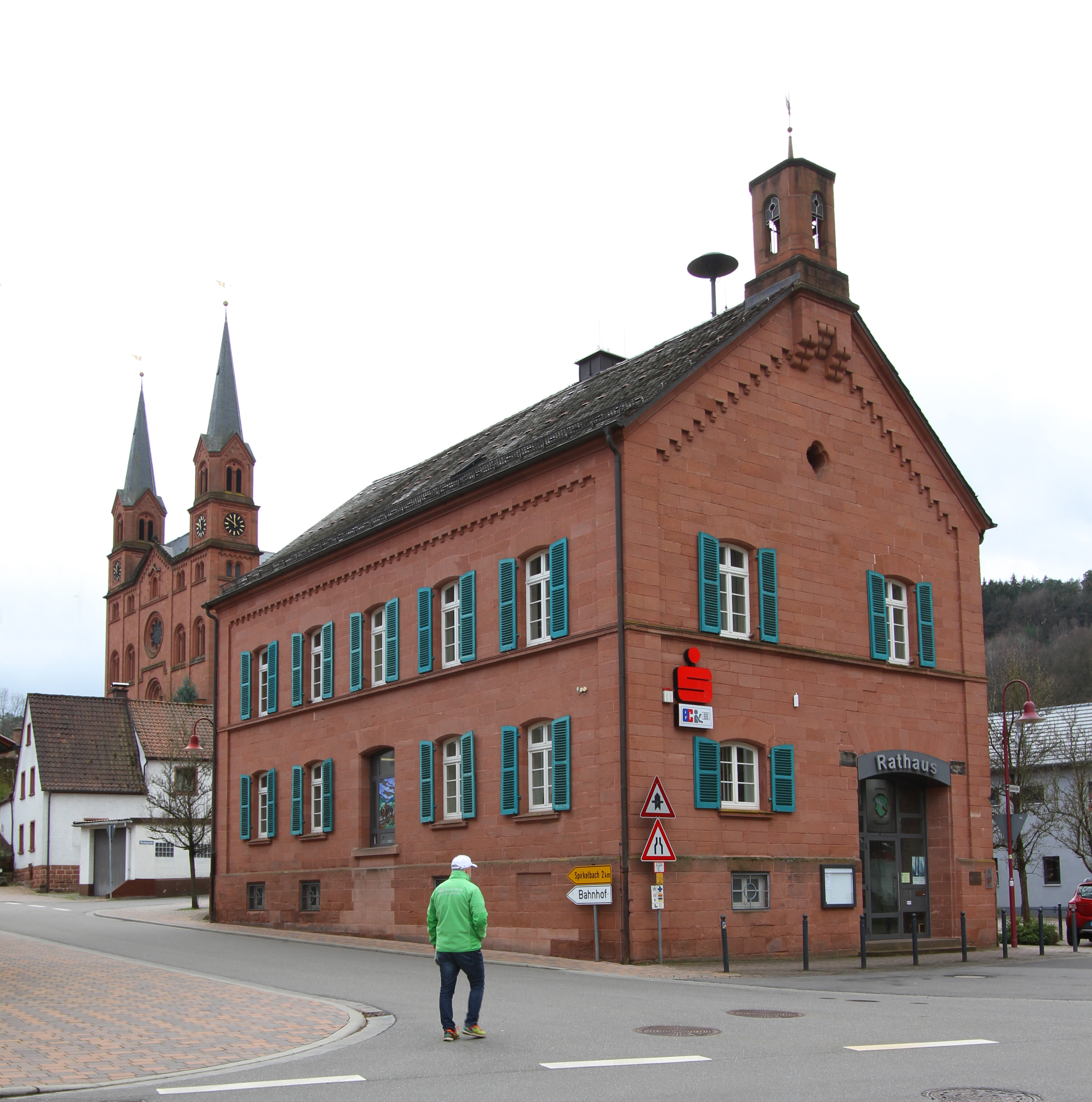
Rathaus

Bei Bundestagswahlen gehört Wilgartswiesen zum Wahlkreis Pirmasens. Bei Landtagswahlen war die Gemeinde von 1991 bis 2016 Bestandteil des Wahlkreises Pirmasens-Land. Aufgrund des Bevölkerungsrückgangs der Region wurde er aufgelöst, sodass Wilgartswiesen seit 2021 zum Wahlkreis Pirmasens gehört.

### Gemeinderat
Der Gemeinderat in Wilgartswiesen besteht aus 16 Ratsmitgliedern, die bei der Kommunalwahl am 9. Juni 2024 in einer Mehrheitswahl gewählt wurden, und dem ehrenamtlichen Ortsbürgermeister als Vorsitzendem.
Die Sitzverteilung im Gemeinderat:
| Wahl | Grüne             | BfW               | Gesamt   |
| ---- | ----------------- | ----------------- | -------- |
| 2024 | per Mehrheitswahl | per Mehrheitswahl | 16 Sitze |
| 2019 | per Mehrheitswahl | per Mehrheitswahl | 16 Sitze |
| 2014 | 3                 | 9                 | 12 Sitze |
| 2009 | 4                 | 12                | 16 Sitze |
| 2004 | 4                 | 12                | 16 Sitze |

- BfW = Bündnis für Wilgartswiesen e. V.

### Bürgermeister
Markus Schöffel wurde am 28. August 2024 Ortsbürgermeister von Wilgartswiesen. Bei der Direktwahl am 9. Juni 2024 hatte er sich mit einem Stimmenanteil von 50,2 % gegen den bisherigen Amtsinhaber durchgesetzt.
Schöffels Vorgänger Manfred Schoch war am 26. Mai 2019 als einziger Bewerber mit 76,3 % der Wählerstimmen zum Bürgermeister gewählt und am 12. August 2019 ernannt worden. Er folgte auf Jürgen Brödel, der 2019 nicht mehr kandidiert hatte.

### Wappen
| Wappen von Wilgartswiesen | Blasonierung: „In Grün ein mit dem nach oben gekehrten silbernen Eisen schrägrechts wachsender goldener Jagdspieß.“           |
| Wappen von Wilgartswiesen | Das Wappen wurde 1931 vom Bayerischen Staatsministerium des Innern genehmigt und geht zurück auf ein Gerichtssiegel von 1463. |

## Kultur und Sehenswürdigkeiten

### Kulturdenkmäler

Kulturdenkmäler im Gemeindegebiet von Wilgartswiesen
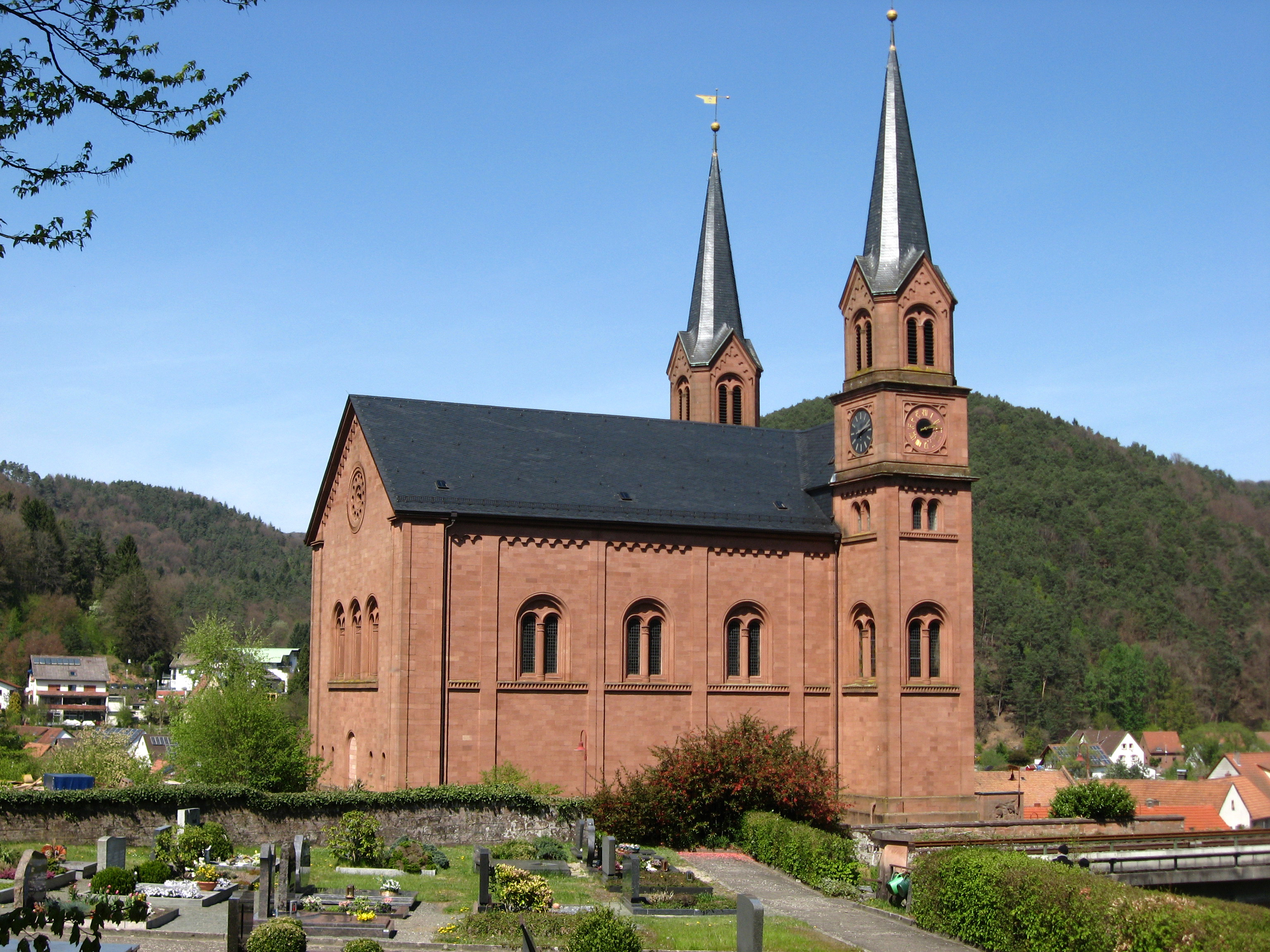
Doppeltürmige Kirche
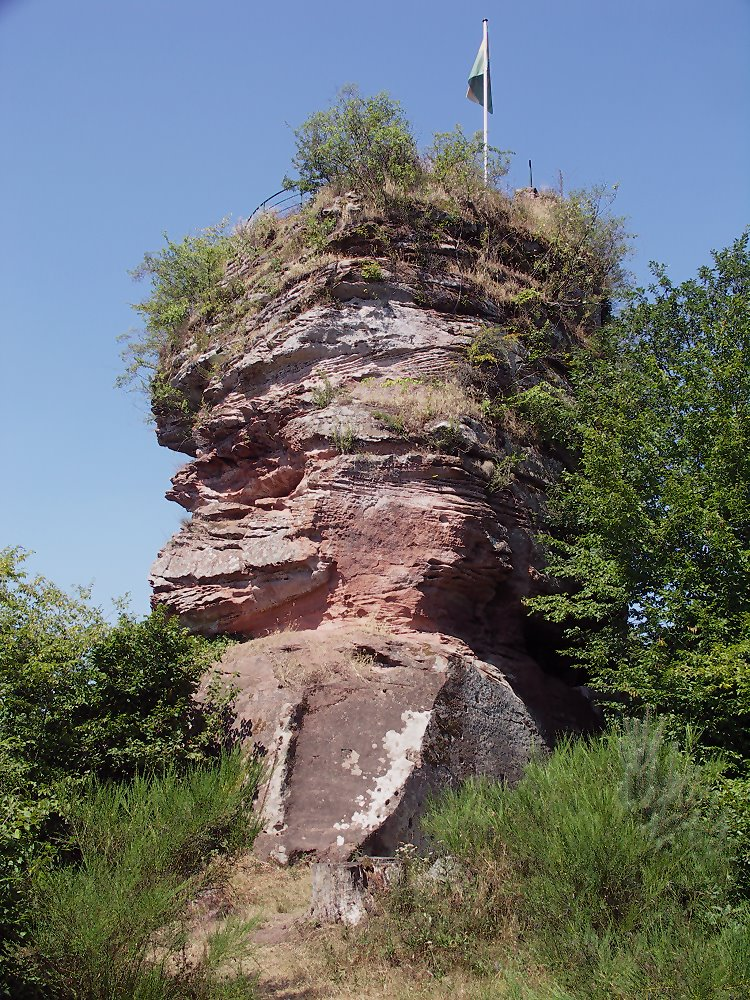
Fels der Falkenburg
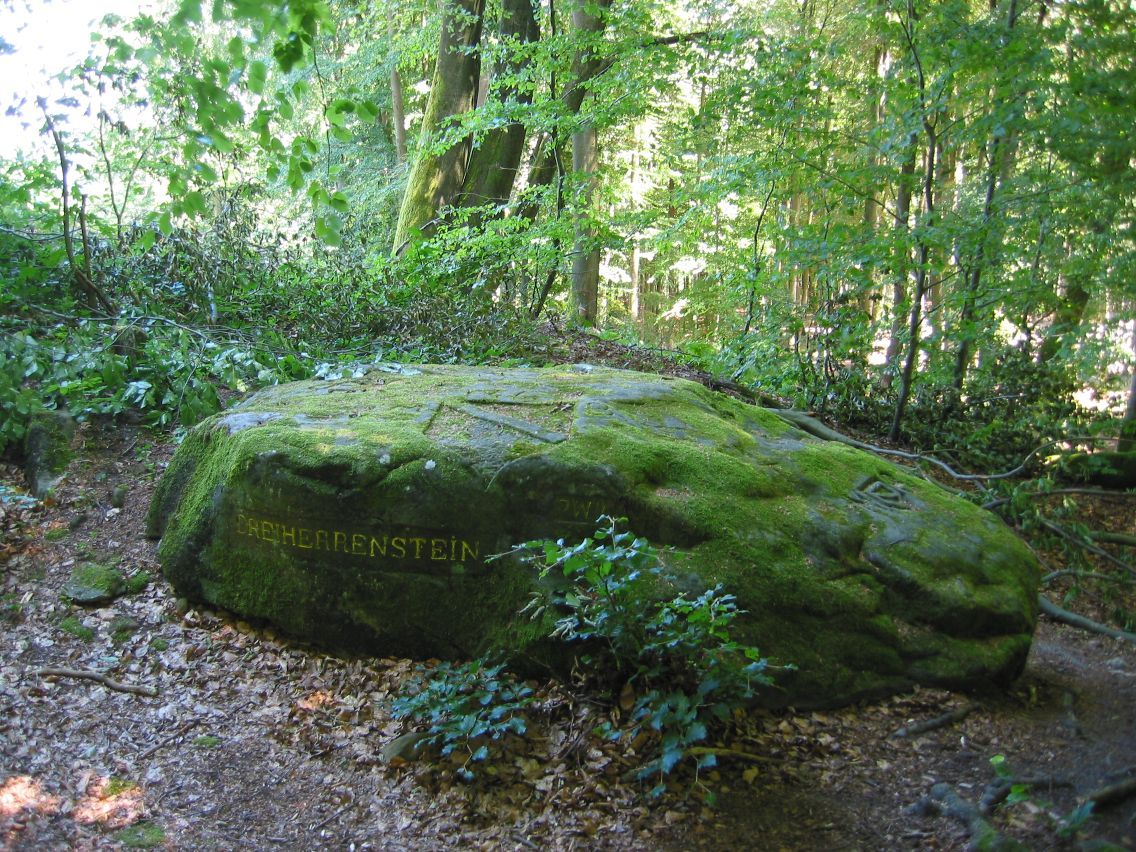
Ritterstein 57 Dreiherrenstein
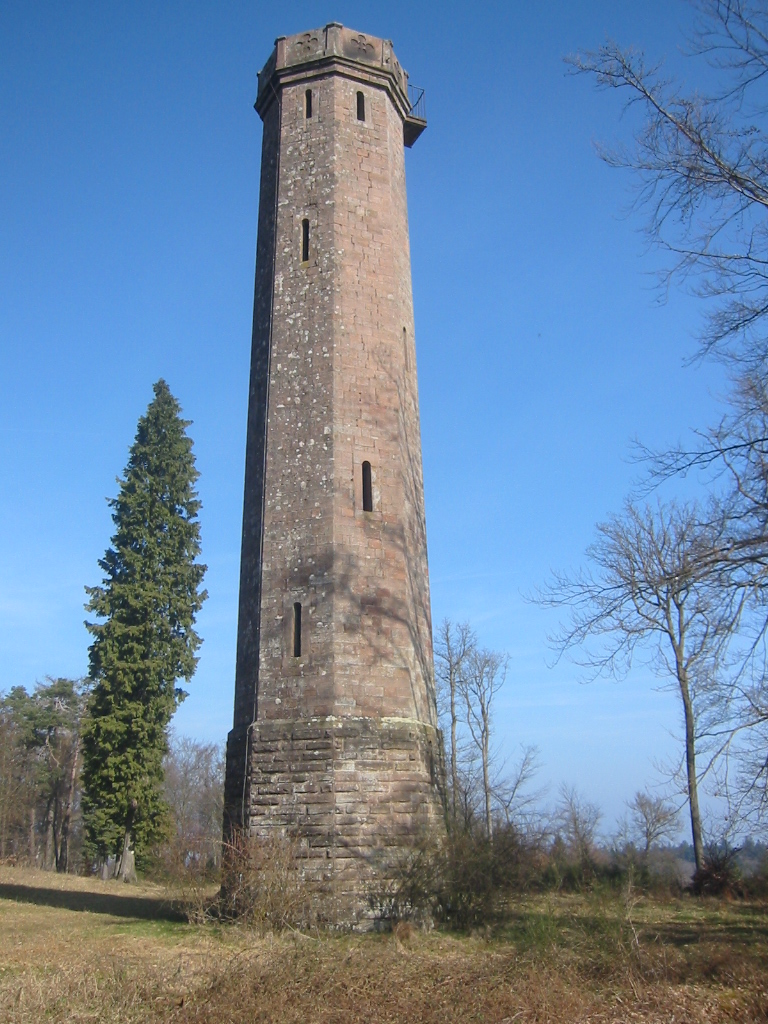
Eschkopfturm

Die namensgebende Wilgartaburg ist als Denkmalzone ausgewiesen.
Hinzu kommen insgesamt 21 Einzeldenkmäler, darunter die im 12. Jahrhundert als Reichsfeste erbaute Falkenburg, die im Pfälzischen Erbfolgekrieg gesprengt wurde und seither Ruine ist. Die aus dem örtlichen Buntsandstein erbaute evangelische Kirche ist das einzige doppeltürmige Gotteshaus im Pfälzerwald. Im Nordwesten der Gemarkung unmittelbar auf der Grenze zu Merzalben befindet sich der Dreiherrenstein, der zugleich als Ritterstein 57 ausgewiesen ist. 3 km nördlich der Bebauung von Hofstätten steht der Eschkopfturm.

### Natur

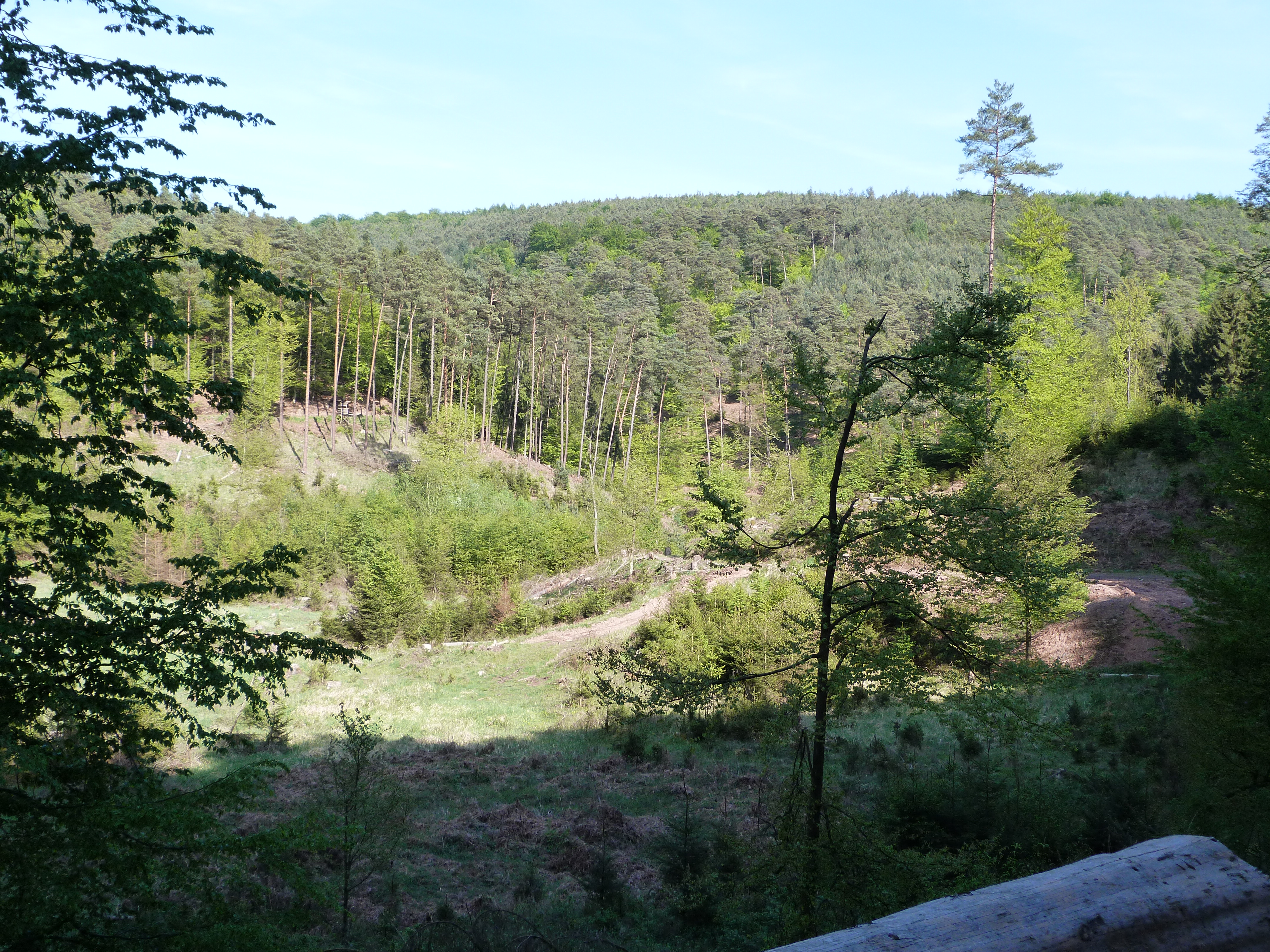
Untere Schwemmwasserquelle

Nördlich des Ortes ziehen sich viele Felsgruppen aus Buntsandstein hin, aus denen unter anderem die Wilgartaburg und die Falkenburg herausgehauen sind. Auf Gemarkung der Gemeinde befindet sich das Naturschutzgebiet Falkenburg-Tiergarten. Mit der Felsgruppe Neding und der Unteren Schwemmwasserquelle verfügt der Ort über zwei Naturdenkmale.
Die etwa 2400 Hektar große Kernzone Quellgebiet der Wieslauter des Naturparks Pfälzerwald liegt außerdem teilweise auf dem Gebiet von Wilgartswiesen. Als Teil des Naturparks geöhrt die Gemeinde außerdem zum Biosphärenreservat Pfälzerwald-Vosges du Nord. Im Westen der Gemarkung liegen außerdem das 1995 ausgewiesene Naturwaldreservat Pfaffenberg, das 76 Hektar umfasst und der Ruheforst Südpfälzer Bergland Wilgartswiesen. Darüber hinaus ist Wilgartswiesen Bestandteil des Klettergebiets Pfälzer Wald. Große Teile der Gemarkung nördlich des Kernortes gehören zum 1998 ausgewiesenen FFH-Gebiet Biosphärenreservat Pfälzerwald und der Teil südlich des Kernortes zum EU-Vogelschutzgebiet Pfälzerwald.

### Rittersteine

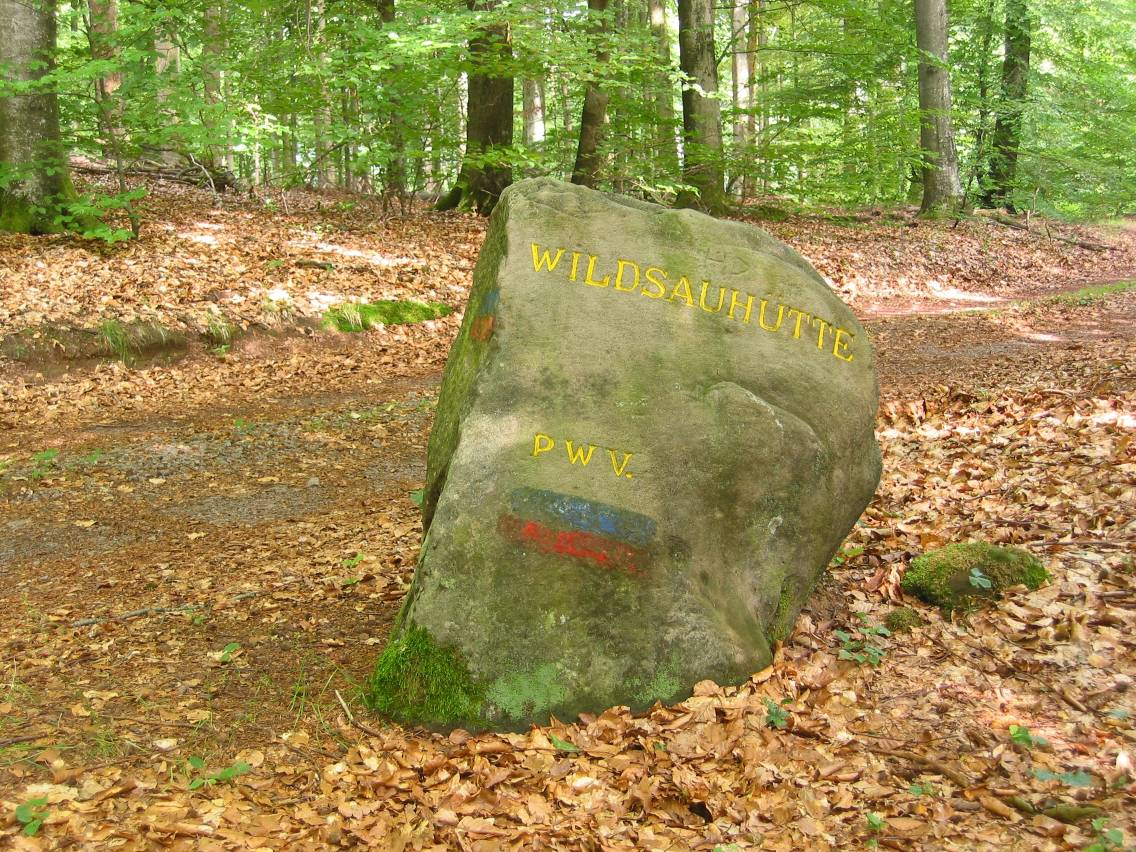
Ritterstein 50 Wildsauhütte

Auf Gemarkung der Gemeinde stehen zahlreiche Rittersteine. Die meisten weisen auf einst existierende Siedlungen und Höfe innerhalb des Gemeindegebiets von Wilgartswiesen hin, beispielsweise der Ritterstein 38 Vogelshütte, der sich ganz im Westen der Gemarkung im Zieglertal befindet und auf einen 1855 niedergelegten Wadldbauernhof hinweist. 39 Kunzelmannsgut liegt weiter südlich und markiert ein 1613 erstmals erwähntes herrschaftliches Gut. 40 Granitzenhütte weist der auf Reste eines ehemaligen Hofes hin. 45 R. Neu-Falkenburg erinnert an das kurzlebige Schloss Neu-Falkenburg. 50 Wildsauhütte ist der Standort einer früheren Blockhütte für Waldarbeiter. 52 Eußertaler Klostergut befinden sich im Gebiet des Hermersbergerhofes; er verweist auf dessen einstige Zugehörigkeit zum Kloster Eußerthal hin. 59 R. Wüstmühle markiert den Standort einer früheren Säge- und Mahlmühle. 78 Mosisbruch befindet sich auf dem Gebiet der Exklave Hofstätten und verweist auf den Standort eines Waldbauernhofes, der sich in unmittelbarer Nähe des gleichnamigen Hochmoors befand.
Als Orientierungspunkte für Wanderer dienen neben dem bereits erwähnten Ritterstein 57 ebenso der Ritterstein 46 Tiergarten, der sich am Standort des zur Falkenburg gehörenden
und inzwischen nicht mehr existenten Tiergarten befindet. 53 Geschützt steht auf einem Privatgelände innerhalb des Weilers Hermersbergerhof und verweist auf mittlerweile nicht mehr existierende Wacholderbäume an seinem Standort. 224 Alte Straße – Falkenburger Steige 225 Spurrillen – Damm 226 Alte Straße – Keltenzeit – Mittelalter – Spurrillen – Damm und 227 Alte Straße – Keltenzeit – Mittelalter markieren den Verlauf nicht mehr existenter Straßen aus der Vorzeit.

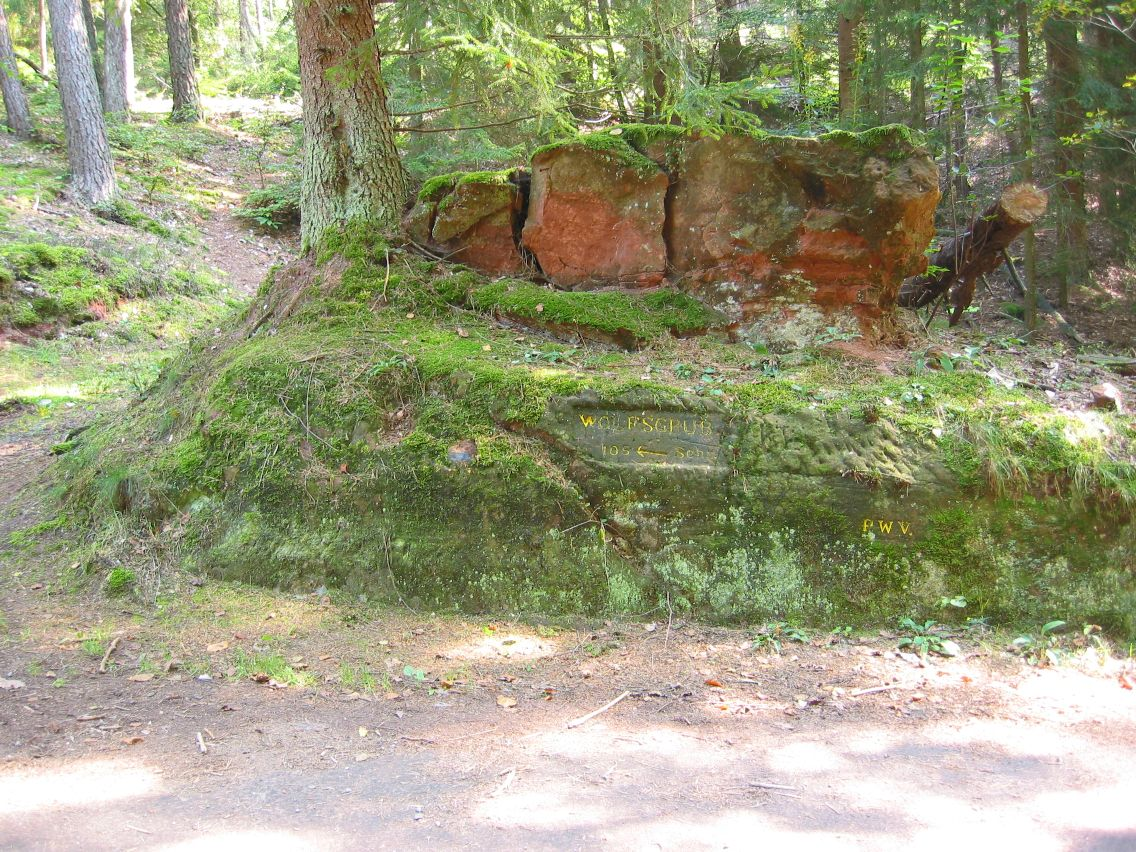
Ritterstein 48

Der Ritterstein mit der Nummer 48 markiert eine erhaltene Wolfsgrube, in der 1908 letztmals ein Wolf erlegt wurde, und Nummer 49 die Wilgartaburg. 80 Preussenstein steht an der Stelle eines früheren preußischen Wachtpostens.

### Gräfin Wiligarta
Als touristische Repräsentantin fungiert die „Gräfin Wiligarta“.

### Veranstaltungen
2018 wurde in Wilgartswiesen das Kindermusical Freddy der Esel aufgeführt.

## Wirtschaft und Infrastruktur

### Wirtschaft
Aufgrund der geographischen Gegebenheiten dominierte vor Ort jahrhundertelang die Forstwirtschaft. Unweit des Hermersbergerhofes befindet sich das Forsthaus Meisenhalde, das mittlerweile als Ferienhaus fungiert. Einen weiteren wichtigen Wirtschaftszweig stellt die Holzverarbeitung dar. Die vor Ort ansässige Schuhindustrie hat inzwischen einen Großteil ihrer früheren Bedeutung eingebüßt. Nach dem Zweiten Weltkrieg war der Ort außerdem Bestandteil der inzwischen aufgelösten Pirmasens Military Community.

### Verkehr

#### Schiene

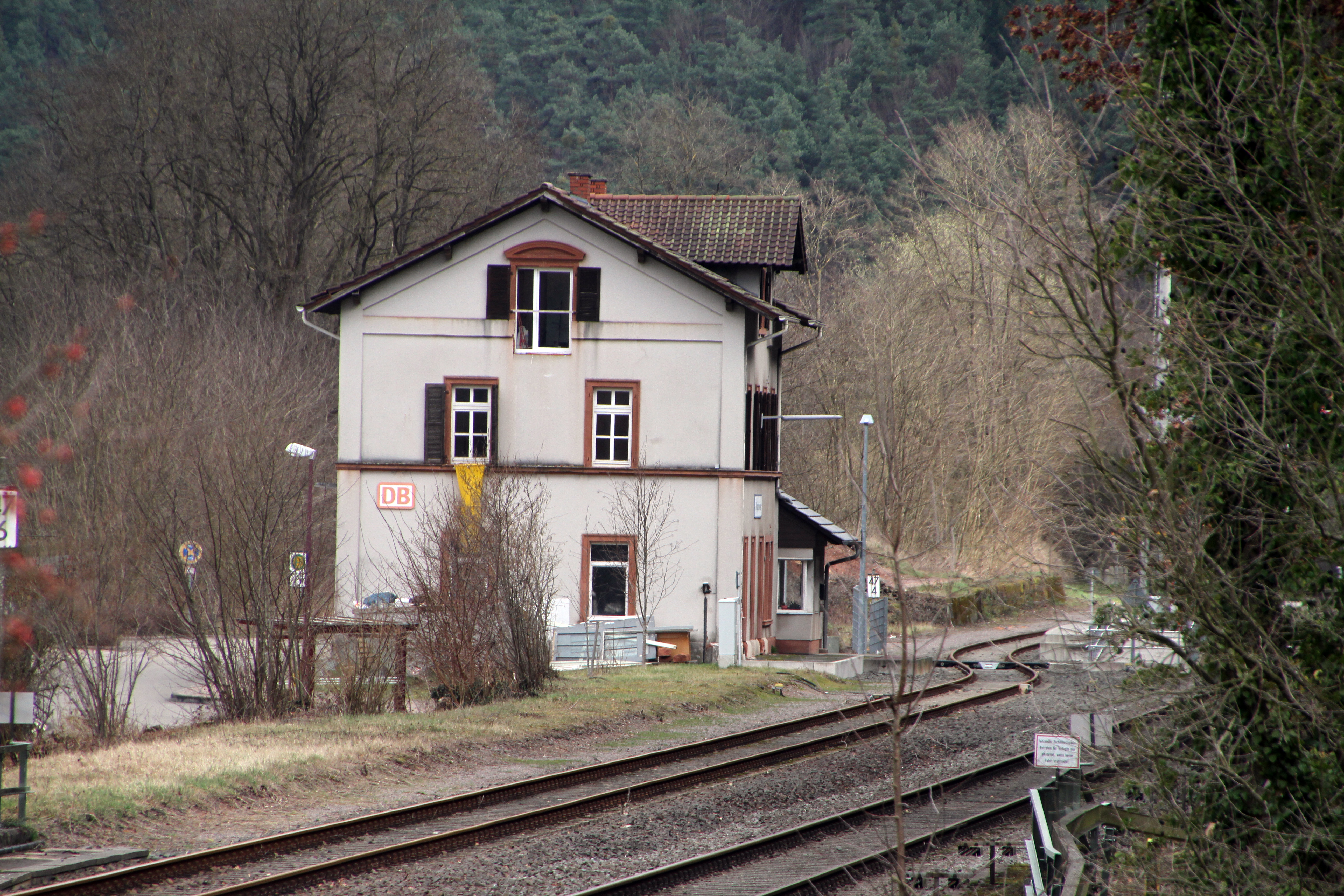
Bahnhof Wilgartswiesen 2019

Die Gemeinde erhielt im Jahr 1875 Anschluss an das Eisenbahnnetz, als die zuvor in Annweiler am Trifels endende Bahnstrecke Landau–Zweibrücken auf voller Länge eröffnet wurde. Der Bahnhof entstand am südöstlichen Siedlungsrand. Die Bedienung im Güterverkehr endete 1998. Mittlerweile stellt er die einzige Kreuzungsmöglichkeit zwischen Annweiler und Hinterweidenthal dar. Er wird von Regionalbahnen der Linie RB 55 bedient, die zwischen Landau und Pirmasens verkehren. Das noch vorhandene Empfangsgebäude spielt für den Bahnbetrieb inzwischen keine Rolle mehr.
Der 2010 in Betrieb genommene Haltepunkt Hauenstein Mitte, welcher der besseren Erschließung Hauensteins dient, befindet sich ebenfalls auf der Gemarkung von Wilgartswiesen; aus diesem Grund hatte die Gemeinde lange Zeit Widerstand gegen dessen Bau geleistet, da sie um den Fortbestand ihres bisherigen Bahnhofs gefürchtet hatte.

#### Straße

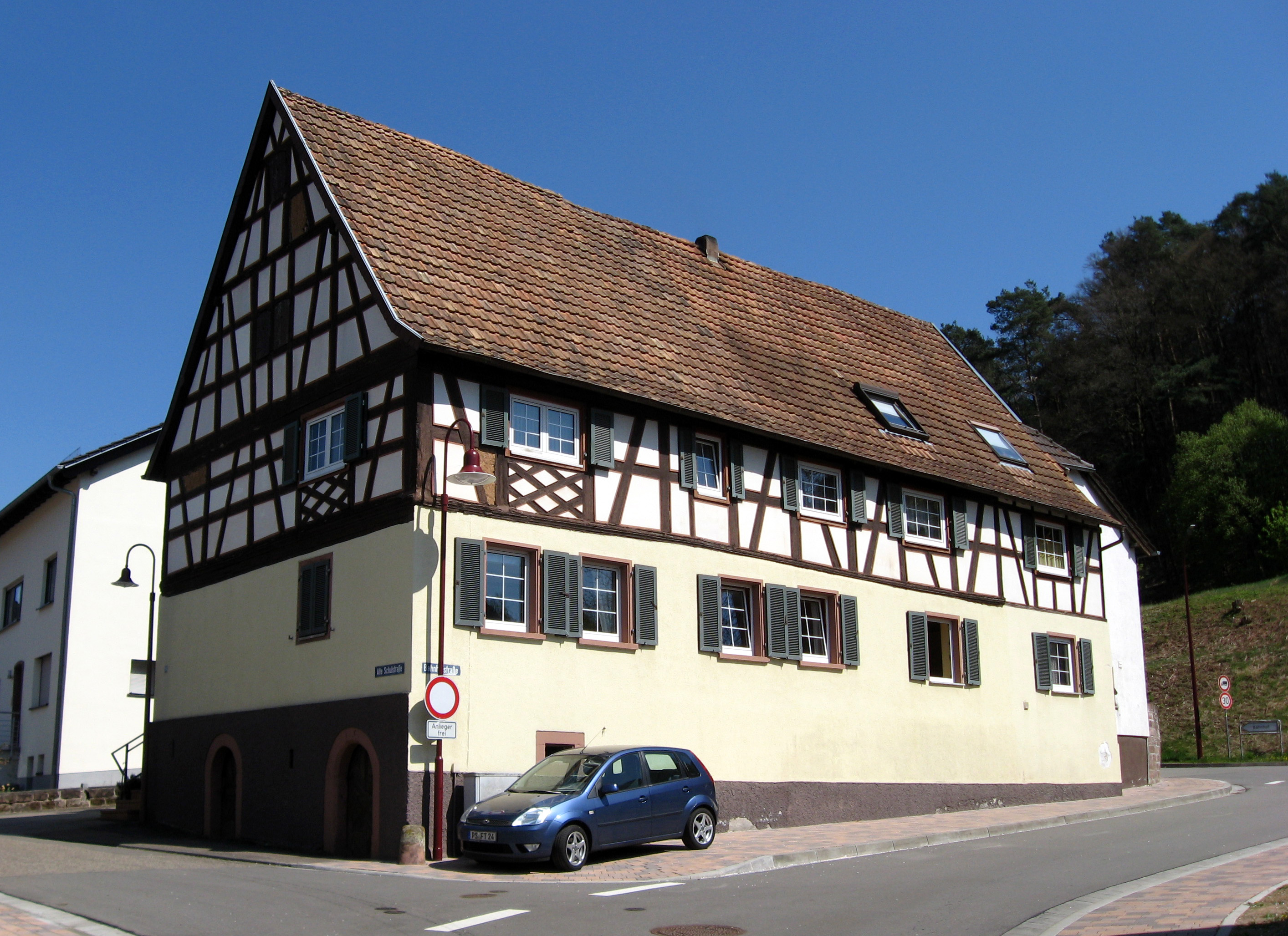
Kreisstraße 54 nach Spirkelbach innerhalb von Wilgartswiesen

Wilgartswiesen liegt an der Bundesstraße 10, die ursprünglich mitten durch das Siedlungsgebiet verlief und die inzwischen als Umgehungsstraße um den Ortsbereich herumgeführt wird. Im Norden der Gemarkung von Hofstätten verläuft die B 48 in Richtung Kaiserslautern und Bad Kreuznach. Die Kreisstraße 38 verbindet die Gemeinde mit Hauenstein und die Kreisstraße 54 mit Spirkelbach sowie Schwanheim. Die Kreisstraße 56 bindet den Hermersbergerhof ans Straßennetz an und die Kreisstraße 57 Hofstätten.
Der Öffentliche Nahverkehr ist seit 2006 in den Verkehrsverbund Rhein-Neckar (VRN) integriert, davor war die Stadt seit 2000 Bestandteil des Westpfalz-Verkehrsverbundes (WVV).
Bis 2012 war die Gemeinde über die von SüdwestBus betriebene Buslinie 523, die die Route Landau–Godramstein–Annweiler–Hauenstein befuhr, an das Busliniennetz angebunden. Im Zuge der Umstrukturierung des Angebotes in der Region um Landau wurde diese durch die von der Queichtal Nahverkehrsgesellschaft (QNV) betriebene Buslinie 526 ersetzt; diese führt wechselweise über den Kernort, die mit Annweiler am Trifels und Hauenstein verknüpft wird oder von Annweiler aus nach Hofstätten und verkehrt ausschließlich an Werktagen.

### Institutionen
Die Gemeinde gehört zum Gerichtsbezirk des Amtsgerichts Pirmasens, davor bis 1968 zum Gerichtsbezirk Annweiler. Im Ortsteil Hermersbergerhof existierte die Fachklinik Pfälzerwald, die unter der Trägerschaft der Evangelischen Heimstiftung Pfalz stand.

### Tourismus

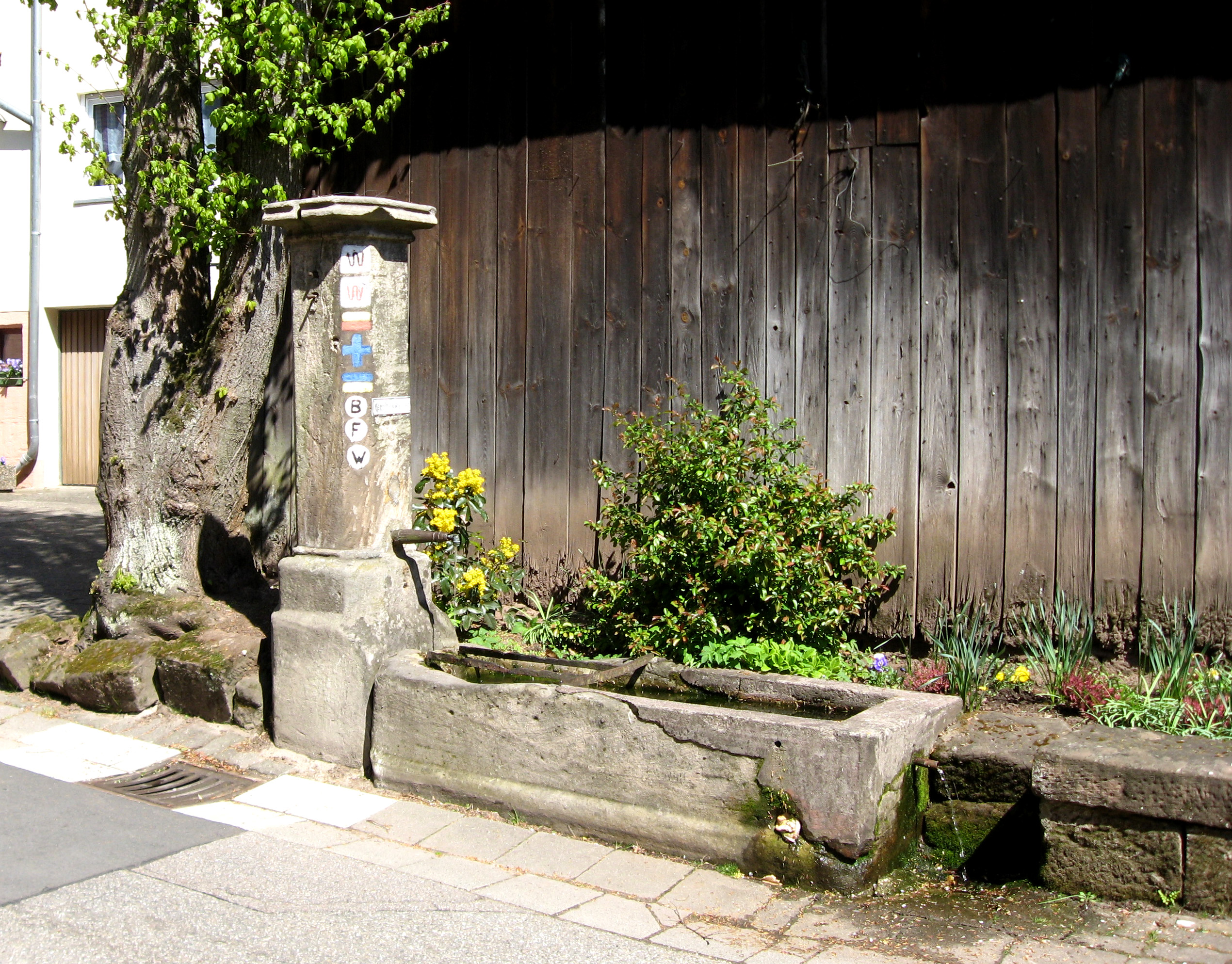
Wegemarkierungen innerhalb von Wilgartswiesen

In den Wäldern der Frankenweide unterhält der Pfälzerwald-Verein ein weitläufiges Markierungsnetz für Rad- und Fußwanderer. Durch Wilgartswiesen, jedoch abseits des Siedlungsgebiets, verläuft der Prädikatswanderweg Pfälzer Waldpfad. Die Gemeinde liegt an der Route eines Wanderwegs, der mit einem blau-gelben Balken markiert ist und unter anderem die Verbindung mit Lauterecken sowie Sankt Germanshof schafft. Hinzu kommen ein solcher, der mit einem gelb-roten Balken gekennzeichnet ist und einer mit einem blauen Kreuz, der sowohl durch den Kernort als auch durch den Ortsteil Hermersbergerhof verläuft.
Der Ortsteil Hermersbergerhof liegt am Höcherbergweg, der von Niederwürzbach bis nach Böchingen verläuft und der mit einem rot-weißen Balken markiert ist. Über Hofstätten führt ein solcher, der mit einem gelben Balken markiert und von Contwig bis nach Germersheim verläuft und über dessen Gemarkung der mit einem roten Kreuz markierte Fernwanderweg Franken-Hessen-Kurpfalz. Der mit einem blau-roten Balken gekennzeichnete Weg bindet sowohl Hofstätten als auch Hermersbergerhof an und führt von Kirchheimbolanden bis nach Pirmasens.
Darüber hinaus ist Wilgartswiesen östlicher Endpunkt des Pirminius-Radwegs, der in Hornbach seinen Ausgangspunkt nimmt. Zudem verläuft der Queichtalradweg durch die Gemeinde. Die von Kaiserslautern nach Hinterweidenthal verlaufende Pfälzerwald-Tour führt durch den äußersten Westen der Gemeindegemarkung. Mit der Burgentour Wilgartswiesen existiert vor Ort außerdem ein Rundwanderweg.

## Persönlichkeiten

### Söhne und Töchter der Gemeinde
- Albert Buchmann (1888–≈1942), SS-Führer und Polizist

### Weitere Persönlichkeiten
- August Grub war Wehrführer der örtlichen Feuerwehr. Auf seine Initiative wurde zwischen 1960 und 1962 das Feuerwehrhaus gebaut,[15] wofür er 1968 mit der Bundesverdienstmedaille geehrt wurde.[16]
- Theodor Schaller (1900–1993), Theologe, war ab 1929 Pfarrer vor Ort.